# Oekingen
Oekingen är en ort och kommun i kantonen Solothurn, Schweiz. Kommunen har 868 invånare (2023).